# Lista krążowników United States Navy
Ta  lista krążowników United States Navy zawiera wszystkie okręty, które kiedykolwiek były nazywane krążownikami. Od momentu wprowadzenia numeracji kadłubów i kilku mylących przenumerowań i przemianowań, możliwa jest sytuacja gdy kilka wpisów odnosi się do tego samego okrętu.
Budowa ciężkich krążowników CA-149 i CA-151 do CA-153 oraz lekkich krążowników CL-154 do CL-159 została odwołana przed nadaniem im nazwy.
Brakujące numery w serii krążowników rakietowych, 43-46, nie były użyte, więc DDG-47 "Ticonderoga" i DDG-48 "Yorktown" mogą być przeklasyfikowane bez zmiany numeru. Było to argumentem, w niektórych źródłach, że okręty typu DDG-993 (typu Kidd - niszczyciele rakietowe), które są zasadniczo identycznie uzbrojone jak krążowniki typu Ticonderoga, powinny być przemianowane na CG-43 do -46. Podobnie numery CG-13, CG-14 i CG-15 zostały przeskoczone, więc fregaty rakietowe typu Leahy (typ DLG-16) mogą być przeklasyfikowane bez zmiany numeracji.
CG-1 do 8 i CG-10 do 12 zostały przerobione z krążowników z II wojny światowej.
CAG-1 USS "Boston" i CAG-2 USS "Canberra" zachowały większość ze swego uzbrojenia lufowego pochodzącego z II wojny światowej i później powróciły do ich numerów pochodzących od krążowników z uzbrojeniem lufowym (CA-69 i CA-70)
Przed 30 czerwca 1975 okręty CG-16 USS "Leahy" do CGN-38 USS "Virginia" były oznaczane jako DLG lub DLGN (Fregata Rakietowa (z napędem jądrowym)). Zostały przeklasyfikowane na krążowniki w wyniku reformy nazewnictwa z 1975. Budowa CGN-39 USS "Texas" i CGN-40 USS "Mississippi" została rozpoczęta jako DLGN ale przemianowano je na CGN przez przyjęciem do służby. CG-47 USS "Ticonderoga" i CG-48 USS „Yorktown” zostały zamówione jako niszczyciele rakietowe (DDG), ale zostały przeklasyfikowane na krążowniki rakietowe (CG) zanim ich stępki zostały położone. CGN-9 "Long Beach", CGN-41 "Arkansas" i CG-49 do 74 zostały zamówione, wodowane i dostarczone jako krążowniki rakietowe. USS "Long Beach" był jedynym od czasów II wojny światowej okrętem zbudowanym z wykorzystaniem kadłuba krążownika (inne krążowniki powstawały na podstawie przerobionego kadłuba niszczyciela) i od ponad dziesięciu lat był jest jedynym nowo wybudowanym krążownikiem rakietowym we flocie.
Zobacz też lista typów lekkich krążowników United States Navy.
Wpisy zakończone gwiazdką ("*") odnoszą się do okrętu, którego budowa została odwołana przed zakończeniem.
| Okręt         | Typ              | Stocznia  | Stępka            | Wodowanie           | Wejście do służby    | Wycofanie ze służby |                                         |
| ------------- | ---------------- | --------- | ----------------- | ------------------- | -------------------- | ------------------- | --------------------------------------- |
| „Atlanta”     | Atlanta (Boston) | Roach     | 8 listopada 1983  | 9 października 1984 | 19 lipca 1886        | 23 marca 1912       | Sprzedany 10 czerwca 1912               |
| „Boston”      | Atlanta (Boston) | Roach     | 15 listopada 1883 | 4 grudnia 1884      | 2 maja 1887          | 1946                | Zatopiony 8 kwietnia 1946               |
| „Chicago”     |                  | Roach     | 29 grudnia 1883   | 5 grudnia 1885      | 17 kwietnia 1889     | 30 września 1923    |                                         |
| „New Orleans” | New Orleans      | Armstrong | 1895              | 4 grudnia 1996      | 18 marca 1898        | 16 listopada 1922   | Oznaczony jako CL-22 od 8 sierpnia 1921 |
| „Albany”      | 1897             | Armstrong | 14 stycznia 1899  | 29 maja 1900        | 10 października 1922 |                     |                                         |

|        | Okręt           | Typ        | Stocznia      | Stępka           | Wodowanie            | Wejście do służby    | Wycofanie ze służby |                                                 |
| ------ | --------------- | ---------- | ------------- | ---------------- | -------------------- | -------------------- | ------------------- | ----------------------------------------------- |
| (C-1)  | „Newark”        |            | Cramp         | 12 czerwca 1888  | 19 marca 1890        | 2 lutego 1891        | 16 stycznia 1913    | Sprzedany 7 września 1926                       |
| (C-2)  | „Charleston”    |            | Union         | 20 stycznia 1887 | 19 lipca 1888        | 26 grudnia 1889      | 27 lipca 1896       | Utracony przez wejście na rafę 2 listopada 1899 |
| (C-3)  | „Baltimore”     |            | Cramp         | 5 maja 1887      | 6 października 1888  | 7 stycznia 1890      | 15 września 1922    | Sprzedany 16 lutego 1942                        |
| (C-4)  | „Philadelphia”  |            | Cramp         | 22 marca 1888    | 7 września 1889      | 28 lipca 1890        | 22 września 1902    | W latach 1912–1916 służył jako okręt więzienny  |
| (C-5)  | „San Francisco” |            | Union         | 14 sierpnia 1888 | 26 października 1889 | 15 listopada 1890    | 24 grudnia 1921     | Sprzedany 20 kwietnia 1939                      |
| (C-6)  | „Olympia”       |            | Union         | 17 czerwca 1891  | 5 listopada 1892     | 5 lutego 1895        | 9 grudnia 1922      | Pomnik-muzeum w Filadelfii od września 1957     |
| (C-7)  | „Cincinnati”    | Cincinnati | New York      | 29 stycznia 1890 | 10 listopada 1892    | 16 czerwca 1894      | 20 kwietnia 1919    | Sprzedany 4 sierpnia 1921                       |
| (C-8)  | „Raleigh”       | Cincinnati | Norfolk       | 19 grudnia 1889  | 31 marca 1892        | 17 kwietnia 1894     | 21 kwietnia 1919    | Sprzedany 5 sierpnia 1921                       |
| (C-9)  | „Montgomery”    | Montgomery | Columbian     | luty 1890        | 5 grudnia 1891       | 21 czerwca 1894      | 16 maja 1918        | 14 marca 1918 przemianowany na „Anniston”       |
| (C-10) | „Detroit”       | Montgomery | Columbian     | luty 1890        | 28 października 1891 | 20 lipca 1894        | 1 sierpnia 1905     | Sprzedany 22 grudnia 1910                       |
| (C-11) | „Marblehead”    | Montgomery | City Point    | październik 1890 | 11 sierpnia 1892     | 2 kwietnia 1894      | 21 sierpnia 1919    | Sprzedany 5 sierpnia 1921                       |
| (C-12) | „Columbia”      | Columbia   | Cramp         | 30 grudnia 1890  | 26 lipca 1892        | 23 kwietnia 1894     | 29 czerwca 1921     | Sprzedany 26 stycznia 1922                      |
| (C-13) | „Minneapolis”   | Columbia   | Cramp         | 16 grudnia 1891  | 12 sierpnia 1893     | 13 grudnia 1894      | 15 marca 1921       | Sprzedany 5 sierpnia 1921                       |
| (C-14) | "Denver"        | Denver     | Neafie & Levy | 28 stycznia 1900 | 21 czerwca 1902      | 17 maja 1904         | 17 lutego 1931      | Sprzedany 13 września 1933                      |
| (C-15) | "Des Moines"    | Denver     | Fore River    | 28 sierpnia 1900 | 20 września 1902     | 5 marca 1904         | 9 kwietnia 1921     | Sprzedany 11 marca 1930                         |
| (C-16) | "Chattanooga"   | Denver     | Crescent      | 29 marca 1900    | 7 marca 1903         | 11 października 1904 | 19 lipca 1921       | Sprzedany 8 marca 1930                          |
| (C-17) | "Galveston"     | Denver     | Trigg         | 19 stycznia 1901 | 23 lipca 1903        | 15 lutego 1905       | 2 września 1930     | Sprzedany 13 września 1933                      |
| (C-18) | "Tacoma"        | Denver     | Union         | 27 września 1900 | 2 czerwca 1903       | 30 stycznia 1904     | 16 stycznia 1924    | Sprzedany 5 września 1924                       |
| (C-19) | "Cleveland"     | Denver     | Bath          | 1 czerwca 1900   | 28 września 1901     | 2 listopada 1903     | 1 listopada 1919    | Sprzedany 7 marca 1930                          |
| (C-20) | "St. Louis"     | St. Louis  | Neafie & Levy | 31 lipca 1902    | 6 maja 1905          | 18 sierpnia 1906     | 23 marca 1922       | Sprzedany 13 sierpnia 1930                      |
| (C-21) | "Milwaukee"     | St. Louis  | Union         | 30 lipca 1902    | 10 września 1904     | 10 grudnia 1906      | 6 marca 1917        | Sprzedany 5 sierpnia 1919                       |
| (C-22) | "Charleston"    | St. Louis  | Newport News  | 30 stycznia 1902 | 23 stycznia 1904     | 17 października 1905 | 4 grudnia 1923      | Sprzedany 6 marca 1930                          |